# Doc Shaw
Larramie Cortez "Doc" Shaw (Atlanta, Georgia, 24 de abril de 1992) es un actor, cantante y rapero estadounidense, conocido por interpretar el papel de Malik Payne en la serie de Disney Channel Tyler Perry's House of Payne, por el cual ganó un Young Artist Award a la mejor interpretación de reparto en una serie de televisión. Shaw también es conocido por sus papeles de Marcus en The Suite Life on Deck y el rey Boomer en Par de Reyes.

## Vida y carrera
Shaw nació el 24 de abril de 1992 en la ciudad de Atlanta, Georgia, hijo de Tamie y Larry Shaw. Comenzó su carrera apariciendo en anuncios impresos y en numerosos comerciales televisivos hasta que, en el año 2006, obtuvo el papel de Malik Payne en la serie de Disney Channel Tyler Perry's House of Payne, en la que actuó hasta el 2010. El personaje de Shaw, Malik, retrataba a un adolescente ingenioso cuyas travesuras a menudo le metían en problemas no intencionales. En 2009, se unió al elenco de la sitcom de Disney Channel The Suite Life on Deck, donde interpretó a Marcus Little, un exídolo musical cuya carrera terminó cuando su voz cambió,
pero un año más tarde abandonó la serie.
Entre 2010 y 2013, participó en la Serie Original de Disney XD Par de Reyes, interpretando al Rey Boomer, rol coprotagónico junto a Mitchel Musso. Shaw, junto a Musso, también interpretaron el tema musical de Par de Reyes, "Top of the World" (En la cima del mundo). La canción fue incluida en Radio Disney el 10 de septiembre de 2010. En 2014, Shaw realizó un cameo en la serie de Nickelodeon See Dad Run.

## Filmografía

### Televisión
| Año       | Título                       | Papel         | Notas                                     |
| --------- | ---------------------------- | ------------- | ----------------------------------------- |
| 2006–2012 | Tyler Perry's House of Payne | Malik Payne   | Recurrente                                |
| 2007      | The King of Queens           | Reilly        | Invitado                                  |
| 2009–2010 | The Suite Life on Deck       | Marcus Little | Principal (Temporadas 2-3, 21 episodios). |
| 2010-2013 | Par de Reyes                 | Rey Boomer    | Principal (66 episodios)                  |
| 2014      | See Dad Run                  | Robbie        | Invitado                                  |

### Cine
| Año  | Título                         | Papel | Notas |
| ---- | ------------------------------ | ----- | ----- |
| 2010 | Nobody Loves Me                | Big D |       |
| 2012 | Thunderstruck                  | Mitch |       |
| 2014 | Dawn of the Planet of the Apes | Ash   |       |